# 1328

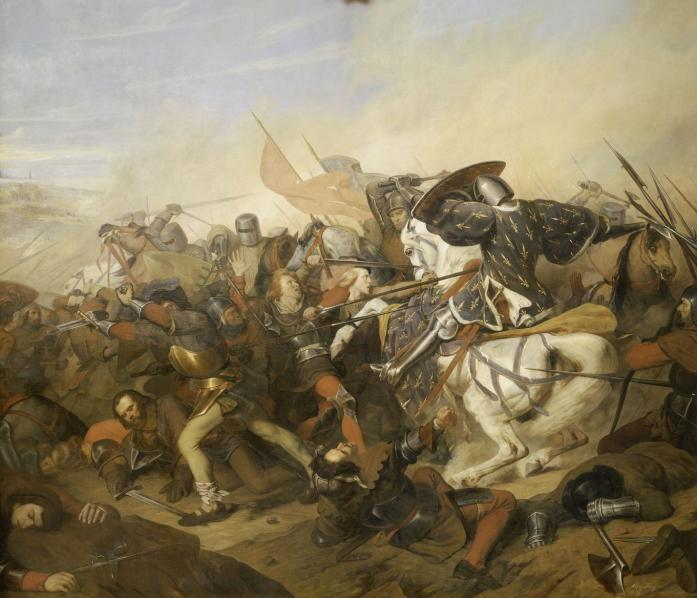
Slag bij Kassel

Het jaar 1328 is het 28e jaar in de 14e eeuw volgens de christelijke jaartelling.

## Gebeurtenissen
januari
- 17 – Koning Lodewijk de Beier wordt in Rome tot keizer gekroond.
- 24 – Eduard III van Engeland trouwt met Filippa van Henegouwen.

februari
- 1 - In Frankrijk komt het Huis Valois op de troon. In het Navarra wordt Karel IV van Frankrijk opgevolgd door zijn nicht Johanna II

maart
- 17 – Verdrag van Edinburgh-Northampton: Eduard III van Engeland erkent de volledige onafhankelijkheid van Schotland, met Robert de Bruce als koning en de grenzen zoals ten tijde van Alexander III.
- 26 – Alfons XI van Castilië trouwt met Maria van Portugal.

mei
- 3 – Het Engelse parlement ratificeert de overeenkomst met Schotland.
- 12 – De, nadat Johannes XXII onder invloed van Lodewijk de Beier is afgezet, in Rome tot (tegen)paus gekozen Pietro Rainalducci in Rome wordt ingewijd. Hij neemt de naam Nicolaas V aan.
- 25 – Stadsbrand van Alkmaar
- 27) – Kroning van de nieuwe Franse koning Filips VI
- mei - Een Vlaamse delegatie onder leiding van Willem de Deken, burgemeester van Brugge, vraagt tevergeefs steun aan de koning van Engeland.

juli
- 17 – David, de zoon van Robert, trouwt met Johanna, de zuster van Edward III.
- 28 - In een handvest verleent de graaf van Holland aan Rotterdam recht op eigen bestuur en rechtspraak, alsmede op een haven.

augustus
- 10 - Graaf Johan van Nassau-Dillenburg, die strijd voor de aartsbisschop van Mainz, sneuvelt tegen Hendrik II van Hessen.
- 23 – Slag bij Kassel: De Fransen onder Filips VI verslaan de opstandige Vlamingen. Einde van de Opstand van Kust-Vlaanderen.

zonder datum
- Metropoliet Theognostus van Kiev vestigt zich in Moskou, dat van dan af het religieuze centrum van Rusland wordt.

## Kunst en literatuur
- Hendrik Seuse: In dulci jubilo (vermoedelijk jaartal)

## Opvolging
- Byzantijnse Rijk – Andronikos II Palaiologos opgevolgd door zijn kleinzoon Andronikos III Palaiologos
- China (Yuan-dynastie) – Taidingdi opgevolgd door Tianshundi op zijn beurt opgevolgd door Wenzong
- Hessen – Otto I opgevolgd door Hendrik II
- Lotharingen – Ferry IV opgevolgd door zijn zoon Rudolf
- Majapahit – Jayanegara opgevolgd door zijn zuster Thribuwana Wijayatunggadewi
- Mantua – Rinaldo dei Bonacolsi opgevolgd door Ludovico I Gonzaga
- Tecklenburg – Otto V opgevolgd door zijn neef Nicolaas I
- grootvorst van Vladimir-Soezdal – Ivan I van Moskou als opvolger van Alexander van Tver

## Afbeeldingen

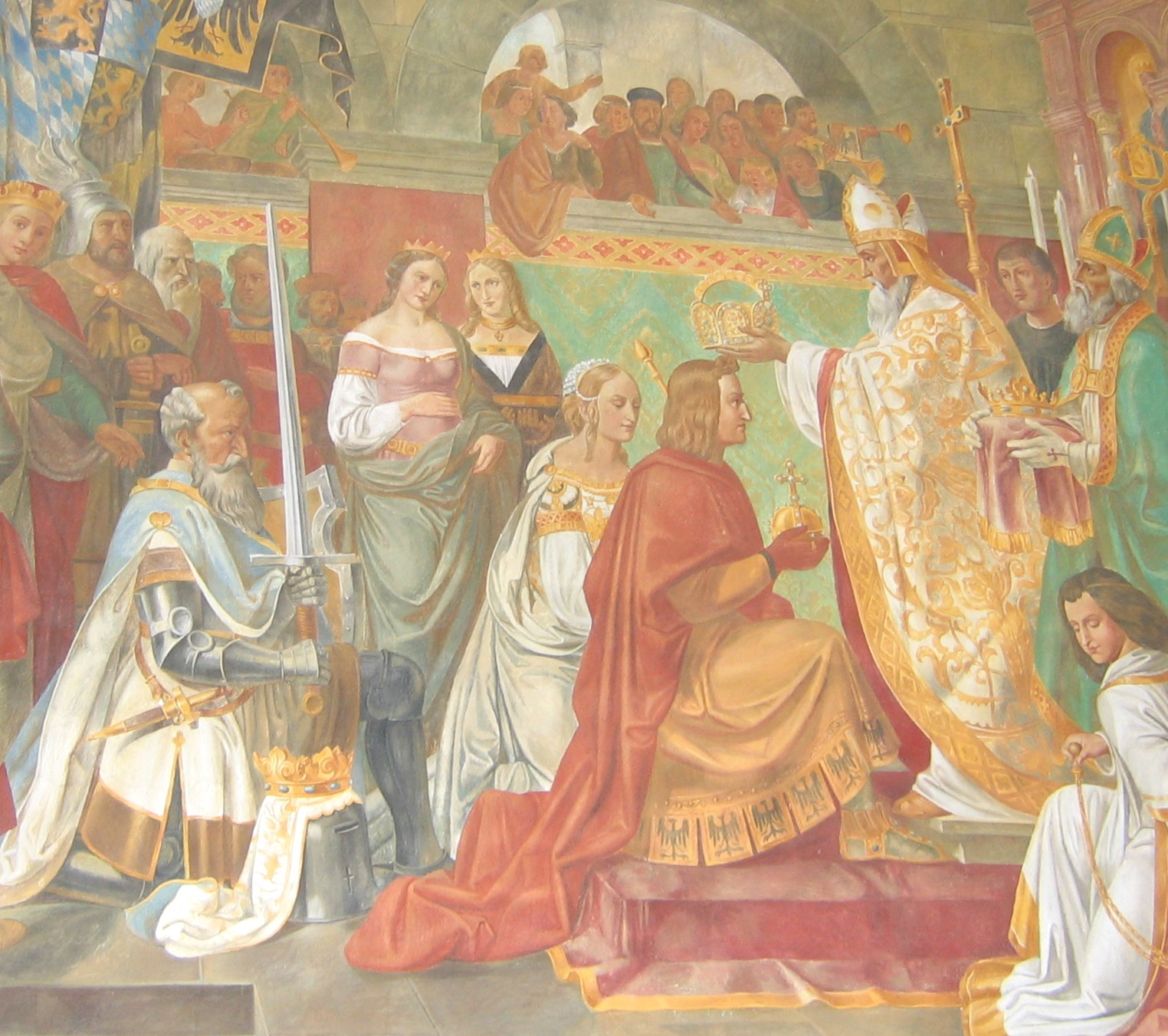
Lodewijk de Beier tot keizer gekroond

## Geboren
- 3 februari – Eleonora van Portugal, echtgenote van Peter IV van Aragon
- 25 juni – William Montagu, Engels edelman
- 29 september – Johanna van Kent, Engels edelvrouw
- 9 oktober – Peter I, koning van Cyprus (1358-1369)
- 21 oktober – Hongwu, keizer van China (1368-1398), stichter van de Ming-dynastie
- Lodewijk VI van Beieren, Duits edelman
- Go-Murakami, keizer van Japan (1339-1368)

## Overleden
- 1 februari – Karel IV (33), koning van Frankrijk (1322-1328)
- 6 augustus – Galeazzo I Visconti (51), heer van Milaan (1322-1327)
- 10 augustus – Johan van Nassau-Dillenburg, graaf van Nassau-Dillenburg
- 22 augustus – Arnold V, graaf van Loon (1279-1323)
- 23 augustus – Ferry IV (46), hertog van Lotharingen
- 23 augustus – Nicolaas Zannekin, Vlaams opstandelingenleider
- 3 september – Castruccio Castracani (47), Italiaans krijgsheer
- 24 september – Willem III van Bronckhorst (~48), Nederlands edelman
- 26 september – Ahmad ibn Tajmijja (65), Arabisch filosoof
- 26 september – Catharina van Durbuy, Nederlands edelvrouw
- 12 oktober – Clementia van Hongarije (35), echtgenote van Lodewijk X van Frankrijk
- 10 november – Karel van Calabrië (~30), Napolitaans prins
- 16 november – Hisaaki (52), shogun van Japan (1289-1308)
- 24 december – Willem de Deken (~54), Vlaams opstandelingenleider
- Jan II Berthout van Berlaer, Brabants edelman
- Jayanegara, koning van Majapahit
- Johanna van Rethel, echtgenote van Lodewijk I van Nevers
- Otto I van Hessen, Duits edelman
- Otto V van Tecklenburg, Duits edelman
- Meester Eckhart, Duits theoloog (jaartal bij benadering)